# 况场朱德旧居
况场朱德旧居位於四川省泸州市江阳区况场街道，文物遺址年代判定為清。1991年4月16日公佈為四川省第三批文物保護單位。2006年5月25日列為第六批全國重點文物保護單位，歸入第三批全國重點文物保護單位朱德故居。